# Carel Frederik Kellenbach
Carel Frederik Kellenbach (Rotterdam, 10 juni 1897 – Den Haag, 18 januari 1980) was een Nederlands schilder, tekenaar en aquarellist.
Kellenbach tekende en schilderde in zijn vrije tijd. Zijn eigenlijke beroep was handelsvertegenwoordiger. Hij bracht zijn jeugd door in Rotterdam en Velp. Vanaf 1925 tot zijn dood in 1980 woonde hij in Den Haag. Hij was van 1943 tot 1944 leerling van de Haagse schilder Co Westerik. In de jaren '50 woonde hij aan de Fahrenheitstraat in Den Haag. In de collectie van het Museum Boijmans Van Beuningen bevinden zich een aantal werken van hem, waaronder een achteruitzicht vanaf zijn woonhuis met uitzicht op de achterkant van de Anton de Haenstraat. Dit werk werd in 1977 geschonken door de kunstenaar.
- Biografisch Portaal: 65957700
- RKD-Nederlands Instituut voor Kunstgeschiedenis: 43781
- Union List of Artist Names: 500082156
- Virtual International Authority File: 96270456